# Штраус, Бото
Бото Штраус (нем. Botho Strauß, 2 декабря 1944, Наумбург) — немецкий драматург, прозаик, эссеист.

## Биография
Учился в Кёльне и Мюнхене, готовил, но не завершил диссертацию о творчестве Томаса Манна. Во время учёбы работал в Мюнхенском камерном театре. В 1967—1970 годах выступал как критик в журнале Theater heute. В 1970—1975 годах был ассистентом Петера Штайна в Берлинском театре Шаубюне. Переводил и перерабатывал для сцены пьесы Шекспира, Мольера, Клейста, Лабиша, Ибсена, Шницлера, Горького. Драмы Штрауса идут в постановках крупных режиссёров на различных сценах мира.
Живёт в Берлине.

## Произведения
- Ипохондрики/ Die Hypochonder (1972)
- Bekannte Gesichter, gemischte Gefühle (1974)
- Marlenes Schwester (1975)
- Trilogie des Wiedersehens (1977)
- Die Widmung (1977)
- Такая большая — и такая маленькая/ Groß und klein (1978)
- Rumor (1980)
- Kalldewey, Farce (1981)
- Paare, Passanten, фрагменты, афоризмы (1981)
- Парк/ Der Park (1983, по комедии Шекспира Сон в летнюю ночь)
- Молодой человек/ Der junge Mann, роман (1984)
- Diese Erinnerung an einen, der nur einen Tag zu Gast war (1985)
- Die Fremdenführerin (1986)
- Das Sparschwein (1987)
- Niemand anderes (1987)
- Molières Misanthrop. (1987, перевод пьесы Мольера Мизантроп)
- Versuch, ästhetische und politische Ereignisse zusammenzudenken (1987)
- Besucher (1988)
- Семь дверей/ Sieben Türen (1988)
- Kongress. Die Kette der Demütigungen (1989)
- О любви/ Über Liebe (1989)
- Время и комната/ Die Zeit und das Zimmer (1989)
- Schlusschor (1991)
- Angelas Kleider (1991)
- Beginnlosigkeit (1992)
- Das Gleichgewicht (1993)
- Wohnen, Dämmern, Lügen (1994)
- Итака/ Ithaka (1996)
- Die Fehler des Kopisten (1997)
- Der Kuss des Vergessens (1998)
- Die Ähnlichen (1998)
- Jeffers-Akt I und II (1998)
- Der Gebärdensammler (1999)
- Das Partikular (2000)
- Der Narr und seine Frau heute abend in Pancomedia (2001)
- Die Nacht mit Alice, als Julia ums Haus schlich (2003)
- Der Untenstehende auf Zehenspitzen (2004)
- Schändung (2005, по пьесе Шекспира Тит Андроник)
- Один и другой/ Die eine und die andere (2005)
- Nach der Liebe beginnt ihre Geschichte (2005)
- Микадо/ Mikado (2006)
- Botho Strauß, Neo Rauch: Der Mittler (2006)
- Die Unbeholfenen. Bewußtseinsnovelle (2007)
- Vom Aufenthalt (2009)
- Leichtes Spiel (2009)
- Das blinde Geschehen (2011)
- Sie/Er, рассказы (2012)
- Lichter des Toren. Der Idiot und seine Zeit (2013)

## Переводы на русский язык
- Парк. Перевод Михаила Рудницкого
- Такая большая — и такая маленькая. Перевод Василия Ситникова
- Время и комната. Составление и ряд переводов Владимира Колязина. М.: ГИТИС, 2001
- Она/Он. Пер. с нем. Натальи Гончаровой под редакцией Татьяны Зборовской. СПб: Издательство Ивана Лимбаха, 2017

## Признание
Большая литературная премия Баварской академии художеств (1981). Одна из крупнейших в Германии Мюльхаймовская премия по драматургии (1982). Премия Георга Бюхнера (1989). Берлинская театральная премия (1993). Премия Лессинга (Гамбург, 2001). Мемориальная Шиллеровская премия (2007) и др.